# Edward Maunder
Edward Walter Maunder  (12 d'abril de 1851 - 21 de març de 1928) va ser un astrònom anglès que va estudiar les taques solars i el cicle magnètic solar que el van portar a identificar un període sense taques entre 1645 a 1715 conegut ara com el Mínim de Maunder.
Després de treballar en el Reial Observatori de Greenwich es va graduar en el King's College de Londres abans de col·locar-se en un banc de Londres. En 1873 va tornar a l'Observatori Reial, com a ajudant d'espectroscopista. El seu treball el va portar a fotografiar i mesurar les taques solars i va observar que les latituds a què les taques solar ocorren varien d'una manera regular en el transcurs del cicle d'11 anys. Després de 1891, el va ajudar en el seu treball la seva segona esposa, Annie Scott Dill Maunder (nascuda Russell), una matemàtica educada en la Universitat de Cambridge.
Després d'estudiar el treball de Gustav Spörer, qui havia identificat un període de 1400 a 1510 quan les taques solar havien sigut escasses ("Mínim de Spörer"), va examinar els vells arxius de l'observatori per a determinar si hi havia altres d'eixos períodes. Estos estudis ho van portar en 1893 a anunciar el període que ara anomenem Mínim de Maunder.
Va observar Mart i era un escèptic dels canals marcians. Va dirigir experiments visuals que el van portar a concloure, correctament, que els canals eren una il·lusió òptica. Un cràter a Mart porta en el seu honor el seu nom.